# Ruth Kelly
Ruth Maria Kelly (Limavady, Noord-Ierland, 9 mei 1968) is een voormalig Brits politica van de Labour Party.
Kelly was tussen 1999 en 2008 bewindspersoon in de kabinetten-Blair (1999–2007) en -Brown (2007–2008). Ze was staatssecretaris voor Economische Zaken van 1999 tot 2001, onderstaatssecretaris voor Financiën van 2001 tot 2002, staatssecretaris voor Financiën van 2002 tot 2004, onderminister voor Kabinet Zaken in 2004, minister van Onderwijs van 2004 tot 2006, minister van Wijken en Lokale Overheid en onderminister voor Vrouwen en Gelijkheid van 2006 tot 2007 en minister van Transport van 2007 tot 2008.
Ruth Kelly trouwde in 1996 met Derek John Gadd, een ambtenaar bij de lokale overheid, en ze hebben vier kinderen Ze is praktiserend katholiek en lid van het Opus Dei. Ook is ze een vice-voorzitter van de Catholic Union of Great Britain. 
- Virtual International Authority File: 5512153596645651900008